# Heshan Nongchang (bondby i Kina, Heilongjiang Sheng, lat 48,97, long 125,21)
Heshan Nongchang (kinesiska: 鹤山农场) är en bondby i Kina. Den ligger i provinsen Heilongjiang, i den nordöstra delen av landet, omkring 370 kilometer norr om provinshuvudstaden Harbin. Antalet invånare är 16 206. Befolkningen består av 8 004 kvinnor och 8 202 män. Barn under 15 år utgör 10,0 %, vuxna 15-64 år 76 %, och äldre över 65 år 12,0 %.
Runt Heshan Nongchang är det ganska glesbefolkat, med 34 invånare per kvadratkilometer. Närmaste större samhälle är Yilaha, 16,8 km söder om Heshan Nongchang. Trakten runt Heshan Nongchang består till största delen av jordbruksmark.
Genomsnittlig årsnederbörd är 797 millimeter. Den regnigaste månaden är juli, med i genomsnitt 266 mm nederbörd, och den torraste är februari, med 9 mm nederbörd.